# کشیشتف اسکیبا
کشیشتف اسکیبا (لهستانی: Krzysztof Skiba؛ زادهٔ ۷ ژوئیهٔ ۱۹۶۴) بازیگر و خواننده-ترانه‌پرداز اهل لهستان است. او به خاطر رفتارهای جنجالی‌اش شهرت دارد. به عنوان نمونه او در سال ۱۹۹۹ به دلیل انجام برهنگی ناپسند در انظار عمومی محکوم و ۳۰۸ دلار آمریکا جریمه شد، چرا که در حضور نخست‌وزیر لهستان یرژی بوزک عمل مونینگ را انجام داد.
از فیلم‌ها یا مجموعه‌های تلویزیونی که وی در آن‌ها نقش داشته‌است، می‌توان به جهان به روایت خانواده کیپسکی اشاره نمود.